# Dornod
L'aïmag de Dornod (mongol Дорнод аймаг, « Province de l'est ») est une des 21 provinces de Mongolie. Elle est située dans l'est du pays. Sa capitale est Choybalsan. 
La province est la 3e plus entendue du pays et subdivisée en 14 sum (district), seconde division du pays.

## Histoire

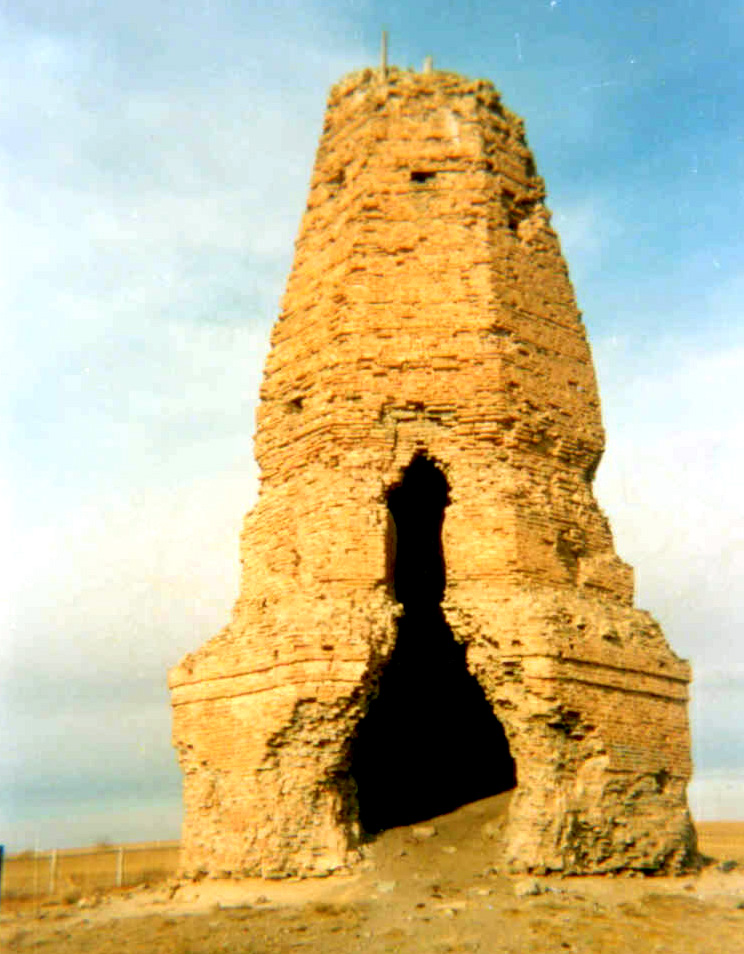
Stupa khitan (vers 950) de la ville de

Cet aïmag fut créé lors de la réorganisation administrative de 1941 sous le nom de Choybalsan, du dirigeant communiste Horloogiyn Choybalsan. La capitale, qui était auparavant appelée Bayan Tumen, reçut également le nom de Choybalsan. En 1963, L'aymag fut renommé Dornod.

## Sum
| Nom occidental              | Nom en mongol           | Superficie (km2) |
| --------------------------- | ----------------------- | ---------------- |
| Bayandun                    | Баяндун                 | 6 237            |
| Bayantümen                  | Баянтүмэн               | 8 321            |
| Bayan-Uul                   | Баян-Уул                | 5 623            |
| Bulgan                      | Булган                  | 7 111            |
| Choybalsan (sum)            | Чойбалсан               | 10 152           |
| Chuluunkhoroot (Eereentsav) | Чулуунхороот (Эрээнцав) | 6 539            |
| Dashbalbar                  | Дашбалбар               | 8 713            |
| Gurvanzagal                 | Гурванзагал             | 5 252            |
| Khalkhgol                   | Халхгол                 | 28 093           |
| Khölönbuir                  | Хөлөнбуйр               | 3 773            |
| Matad                       | Матад                   | 22 831           |
| Sergelen                    | Сэргэлэн                | 4 169            |
| Kherlen (Sümber) *          | Хэрлэн (Сүмбэр)         | 281              |
| Tsagaan-Ovoo                | Цагаан-Овоо             | 6 502            |